# 102-мм корабельна гармата QF 4 inch Mk XIX
102-мм універсальна гармата QF 4 inch Mk XIX (англ. QF 4 inch Mk XIX naval gun, де QF — скорострільна гармата; — 4-inch — 4-х дюймова;) — британська універсальна гармата, що була одним з основних видів корабельного озброєння бойових кораблів типу есмінці, фрегати, корвети, мінні загороджувачі тощо, які перебували на озброєнні британських та країн Співдружності військово-морських сил. Універсальна гармата QF 4 inch Mk XIX була прийнята на озброєння військових кораблів на заміну BL 4 inch Mk IX і використовувалася в основному, як засіб боротьби з підводними човнами супротивника.

## Зброя схожа за ТТХ та часом застосування
- 102-мм корабельна гармата QF 4 inch Mk V
- 102-мм корабельна гармата Mk IV, XII, XXII
- 102-мм корабельна гармата BL 4-inch Mk IX
- Морська гармата 10,5 см SK C/32
- 105-мм корабельна гармата SK C/33
- 105-мм корабельна гармата SK L/45
- 100-мм корабельна гармата OTO Mod. 1924/1927/1928
- 102-мм корабельна гармата 102/35 Mod. 1914
- / 102 мм гармата Обухівського заводу
- 102-мм корабельна гармата (Б-2)
- 100-мм корабельна гармата (Б-34)
- 100-мм корабельна гармата 100 mm/45 Model 1930
- 105-мм корабельна гармата 4"/40
- 102-мм корабельна гармата Mark 4"/50